# Neivamyrmex manni
Neivamyrmex manni es una especie de hormiga guerrera del género Neivamyrmex, subfamilia Dorylinae. Esta especie fue descrita científicamente por Wheeler en 1914.
Se encuentra en México.